# Lícoa
Lícoa (grec antic: Λυκόα) era una ciutat d'Arcàdia al districte de Menàlia, al peu de les muntanyes de Mènal. Tenia un temple d'Artemisa Licoàtida.
En temps de Pausànias era en ruïnes. Les seves ruïnes es troben entre Trípoli i Falanthos. De vegades es confon amb una altra ciutat Arcàdia, anomenada Licea i que es trobava prop del riu Alfeu.